# Chimilin
Chimilin é uma comuna francesa na região administrativa de Auvérnia-Ródano-Alpes, no departamento de Isère. Estende-se por uma área de 9,66 km². Em 2010 a comuna tinha 1 464 habitantes (densidade: 151,6 hab./km²).